# Club Atlas
Club Social y Deportivo Atlas de Guadalajara este un club de fotbal din Guadalajara, Mexic. Atlas este unul din cele două cluburi din Guadalajara, care evoluează în Liga MX, alături de Club Deportivo Guadalajara. Stadionul de casă al echipei este Estadio Jalisco din Guadalajara.

## Lotul actual
| Nr. |           | Poziție | Jucător                               |
| --- | --------- | ------- | ------------------------------------- |
| 1   | Argentina | P       | Óscar Ustari                          |
| 2   | Columbia  | F       | Jaine Barreiro                        |
| 3   | Columbia  | F       | Leiton Jiménez                        |
| 4   | Mexic     | F       | Rafael Márquez (captain)              |
| 5   | Mexic     | F       | Gaddi Aguirre                         |
| 6   | Mexic     | M       | Edgar Zaldívar                        |
| 7   | Mexic     | F       | Daniel Arreola (on loan from Morelia) |
| 8   | Mexic     | A       | Uvaldo Luna (on loan from UANL)       |
| 9   | Ecuador   | A       | Fidel Martínez                        |
| 10  | Mexic     | A       | Jahir Barraza                         |
| 11  | Argentina | A       | Matías Alustiza                       |
| 12  | Mexic     | P       | Santiago Hernández                    |
| 13  | Mexic     | M       | Javier Salas (on loan from Sinaloa)   |
| 14  | Mexic     | F       | Luis Reyes                            |
| 15  | Mexic     | M       | Bryan Garnica                         |
| 16  | Argentina | F       | Facundo Erpen                         |

| Nr. |           | Poziție | Jucător                                  |
| --- | --------- | ------- | ---------------------------------------- |
| 17  | Argentina | A       | Milton Caraglio                          |
| 18  | Mexic     | M       | Luis Robles                              |
| 19  | Mexic     | M       | Juan Pablo Vigón                         |
| 20  | Ghana     | M       | Clifford Aboagye (on loan from Granada)  |
| 21  | Mexic     | M       | Cándido Ramírez (on loan from Monterrey) |
| 22  | Mexic     | F       | Diego Cruz (on loan from Puebla)         |
| 23  | Uruguay   | M       | Christian Tabó                           |
| 24  | Mexic     | F       | Cristian González                        |
| 25  | Mexic     | M       | José Ávila                               |
| 26  | Mexic     | F       | Cristian Calderón                        |
| 27  | Mexic     | F       | José Madueña (on loan from Tijuana)      |
| 28  | Camerun   | M       | Patrick Soko                             |
| 29  | Mexic     | A       | Carlos Nava                              |
| 30  | Mexic     | P       | Miguel Fraga                             |
| 33  | Anglia    | M       | Ravel Morrison (on loan from Lazio)      |

## Sponsori
| Perioada      | Producător echipament | Sponsor pe tricou                               |
| ------------- | --------------------- | ----------------------------------------------- |
| 1989–90       | Pajarito Sport        | Bing                                            |
| 1990–91       | Vicmar                | Peñafiel                                        |
| 1991–92       | Pajarito Sport        | Peñafiel                                        |
| 1992–93       | Vicmar                | Peñafiel                                        |
| 1993–94       | Umbro                 | Tecate                                          |
| 1994–95       | ABA Sport             | Tecate                                          |
| 1995–96       | ABA Sport             | No Sponsors                                     |
| 1996–99       | Atletica              | Corona/Estrella                                 |
| 1999-00       | Atletica              | Corona/Coca-Cola/Estrella                       |
| 2000–01       | Atletica              | Coca-Cola/Omnilife/Corona                       |
| 2001–02       | Nike                  | Coca-Cola/Omnilife/Corona                       |
| 2002–03       | Nike                  | Coca-Cola/Corona                                |
| 2003–04       | Nike                  | Coca-Cola/Corona/Telcel                         |
| 2004–05       | Kappa                 | Coca-Cola/Bedoyecta/                            |
| 2005–06       | Kappa                 | Coca-Cola/Sky/Corona                            |
| 2006–07       | Kappa                 | Bedoyecta/Coca-Cola/Corona                      |
| 2007–08       | Atletica              | Bedoyecta/Coca-Cola/Corona/Sky/Megacable        |
| 2008–09       | Atletica              | DiversityCapital/Coca-Cola/Corona/Sky/Megacable |
| 2009–10       | Atletica              | Jalisco/Coca-Cola/Corona                        |
| 2010–11       | Atletica              | Coca-Cola/Akron/Corona                          |
| 2011–12       | Atletica              | Coca-Cola/Guadalajara 2011/Akron/Corona         |
| Apertura 2012 | Atletica              | Coca-Cola/Akron/Corona                          |
| 2013–         | Nike                  | Coca-Cola/Casas Javer/Corona/Volaris/Sky        |

## Antrenori
| - Mario Zanabria (1 July 1992–30 June 93) - Marcelo Bielsa (1 July 1993–29 Jan 95) - Javier Torrente (29 Jan 1995–9?) - Efraín Flores (interim) (3 Feb 1995–30 June 95) - Efraín Flores (1 July 1996–9 March 97) - Ricardo La Volpe (1 July 1997–30 June 01) - Efraín Flores (22 Sept 2001–31 Dec 01) - Enrique Meza (1 Jan 2002–29 Sept 02) - Fernando Quirarte (3 Oct 2002–16 Sept 03) - Sergio Bueno (19 Sept 2003–17 April 05) - Daniel Guzmán (1 July 2005–30 April 06) - Rubén Romano (1 July 2006–18 Sept 07) - Jorge Castañeda (interim) (21 Sept 2007–23 Sept 07) | - Tomás Boy (28 Sept 2007–31 Dec 07) - Miguel Ángel Brindisi (6 Jan 2008–4 Sept 08) - Darío Franco (5 Sept 2008–26 Jan 09) - Ricardo La Volpe (28 Jan 2009–1 Jan 10) - Carlos Ischia (1 Jan 2010–23 Aug 10) - José Luis Mata (interim) (24 Aug 2010–17 Oct 10) - Benjamín Galindo (24 Aug 2010–30 June 11) - Rubén Romano (1 July 2011–22 Sept 11) - Juan Carlos Chávez (22 Sept 2011–27 Aug 12) - Tomás Boy (29 Aug 2012–30 June 13) - Omar Asad (1 July 2013–16 Oct 13) - José Luis Mata (17 Oct 13–10 Nov 13) - Tomás Boy (6 Dec 13–) |

## Palmares
- Primera División de México: 1

1950-51
- Copa México: 4

1945-46, 1949–50, 1961–62, 1967–68
- Campeón de Campeones: 4

1945-46, 1949–50, 1950–51, 1961–62
- Segunda División de México: 3

1954-55, 1971–72, 1978–79
- Amateur Era Occidental League Championships: 5

1917-21, 1935–36

### Neoficial
- Copa Marlboro: 1

1990
- Copa Cuadrangular: 2

2010, 2011